# Prasinocyma xanthopera
Prasinocyma xanthopera là một loài bướm đêm trong họ Geometridae.